# 炤知麻立干

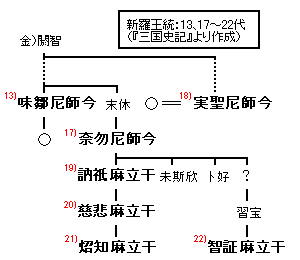
三国史记中的新罗国世系

炤知麻立干（？—500年），新羅第21代君主。慈悲麻立干與夫人之長子、父為訥祇王與阿孝夫人之子，母為慈悲王之叔父舒弗邯未斯欣(美海)與紫我夫人之女、妃善兮夫人為乃宿與鳥生公主之女。
在位期間，與百濟聯合和高句麗作戰。
死後，奈勿麻立干之孫習寶葛文王之子金智大路繼位。